# تفجير مسجد كابل 2019
تفجير مسجد كابل 2019 هو تفجير استهدف مسجد التقوى بالعاصمة الأفغانية كابل في يوم الجمعة 24 مايو 2019، خلال أداء صلاة الجمعة. وقد تم زرع القنبلة داخل الميكروفون الذي يستخدمه إمام المسجد. ادى الانفجار إلى مقتل أربعة أشخاص، منهم إمام المسجد سميع الله ريحان، وإصابة حوالي 20 شخصًا بجروح. لم تعلن أي جهة مسؤوليتها عن الهجوم.

## الحادث
في يوم الجمعة 24 مايو 2019 وقع انفجار في مسجد التقوى، بالضاحية الشرقية من كابل، حوالي الساعة 1:20 مساءً، عندما كان العشرات يتجمعون داخله لصلاة الجمعة. ادى الانفجار إلى مقتل شخصين أحدهما إمام المسجد واصابة 16 على الأقل.
ألقي نصرت رحيمي، المتحدث باسم وزارة الداخلية الأفغانية، باللوم على حركة طالبان التي تنشط في المنطقة وتقوم بانتظام بالهجمات. نفى متحدث باسم جماعة طالبان ادعاء رحيمي.
وقال فردوس فرامارز المتحدث باسم الشرطة، إن المتفجرات زرعت على ما يبدو قرب منبر مسجد التقوى. وقال مسؤول بشرطة المنطقة يدعى جان أغا إنه على ما يبدو «تم زرع قنبلة داخل الميكروفون الذي يستخدمه إمام المسجد سميع الله ريحان خلال صلاة الجمعة». وكان سميع الله ريحان إماماً في مسجد التقوى. وكان مستشارًا برلمانيًا ومضيفًا لبرنامج تلفزيوني ديني يومي. كان دعمه لعائلات الجنود الأفغان الذين سقطوا في التفجيرات الانتحارية التي قامت بها طالبان، وحقوق المرأة من الأسباب الرئيسية لاستهدافه في الهجوم.
بعد تعيين زعيم طالبان الجديد، مولوي هبة الله أخوند زاده، ازداد عدد الاعتداءات على الأشخاص المتدينين.
وقبل بضعة أسابيع، في 8 مايو 2019، هاجمت حركة طالبان منظمة إغاثة دولية في كابل وقتلت تسعة أشخاص وأصابت أكثر من عشرة. وقد كثفت حركة طالبان الهجمات في جميع أنحاء البلاد. طلبت الحكومة الأفغانية والولايات المتحدة بوقف إطلاق النار خلال شهر رمضان. وهم تعهدوا بعدم مهاجمة المدنيين خلال تلك الفترة فقط.

## ردود الفعل
أدان الرئيس الأفغاني أشرف غني الهجوم على المسجد ووصفه بأنه عمل إرهابي. كما أدان الأزهر التفجير، وأكد: «أن استهداف المصلين داخل دور العبادة، أعمال إرهابية ترفضها كافة الشرائع السماوية، التي جرمت الاعتداء على دور العبادة ودعت إلى احترامها وحمايتها».